# Verőce-Drávamente megye

Verőce vármegye Horvát–Szlavónországban 1914-ben

Verőce-Drávamente megye (horvátul Virovitičko-podravska županija) Észak-Szlavóniában található a magyar határ mentén. Területe 2,021 km², lakossága pedig 93 389 fő volt a 2001-es népszámlálás szerint. Székhelye és legnagyobb városa Verőce.

## Települések
Verőce-Drávamente megyében 3 város és 13 község található. (A zárójelben a horvát név szerepel.)

### Városok
| Város               | Lakosság |
| ------------------- | -------- |
| Raholca (Orahovica) | 5.792    |
| Szalatnok (Slatina) | 14.819   |
| Verőce (Virovitica) | 22.618   |

### Községek
| Település                | Lakosság |
| ------------------------ | -------- |
| Atyina (Voćin)           | 2.421    |
| Bakva (Špišić Bukovica)  | 4.733    |
| Crnac                    | 1.772    |
| Csacsince (Čačinci)      | 3.308    |
| Gradina                  | 4.485    |
| Izdenc (Zdenci)          | 2.235    |
| Lukács (Lukač)           | 4.276    |
| Szentmiklós (Mikleuš)    | 1.701    |
| Újbakóca (Nova Bukovica) | 2.096    |
| Pitomacsa (Pitomacsa)    | 10.465   |
| Szentendre (Suhopolje)   | 7.524    |
| Szagyolca (Čađavica)     | 2.394    |
| Szópia (Sopje)           | 2.750    |

## Etnikumok
Verőce-Drávamente lakosságának a többsége horvát nemzetiségű. (2001-es népszámlálás)
| Etnikum  | Létszám | Százalék |
| -------- | ------- | -------- |
| Horvátok | 83.554  | 89,47%   |
| Szerbek  | 6.612   | 7,08%    |
| Magyarok | 255     | 0,27%    |
| Albánok  | 229     | 0,25%    |
| Csehek   | 92      | 0,10%    |

## Fordítás
- Ez a szócikk részben vagy egészben  a   Gespanschaft Virovitica-Podravina című német Wikipédia-szócikk fordításán alapul.  Az eredeti cikk szerkesztőit annak laptörténete sorolja fel. Ez a jelzés csupán a megfogalmazás eredetét és a szerzői jogokat jelzi, nem szolgál a cikkben szereplő információk forrásmegjelöléseként.

## Külső hivatkozások
- Verőce-Drávamente megye hivatalos weboldala (horvát nyelven)